# Jean-Joseph Delplancq
Jean-Joseph Delplancq (Thieu, 30 januari 1767 - Doornik, 27 juli 1834) was de 89ste bisschop van het bisdom Doornik.

## Biografie

### Opleiding
Jean-Joseph Delplancq volgde de Humaniora aan het college van de naburige stad Le Rœulx. Nadien studeerde hij aan de oude universiteit van Leuven.

### Priester
Na zijn studies werd hij op 18 juni 1791 in Doornik priester gewijd door Ferdinand-Maximilien-Mériadec de Rohan-Guéménée, aartsbisschop van Cambrai.
Op 29 april 1803, gedurende de periode van religieuze pacificatie volgend op het concordaat van 15 juli 1801, werd Delplancq pastoor van Ville-en-Hesbaye (in het bisdom Luik). Volgens getuigenissen van zijn tijdsgenoten was hij een goede pastoor.
In 1827, onder het Verenigd Koninkrijk der Nederlanden, werd Delplancq pastoor-deken in de naburige stad Hannuit. Hij bekommerde zich uitsluitend om de zielzorg en onthield zich zorgvuldig van de politiek-religieuze godsdiensttwisten die zich destijds afspeelden.

### Bisschop

#### Verenigd Koninkrijk der Nederlanden
Toen koning Willem I, in toepassing van het concordaat dat hij in 1827 met de Heilige Stoel had gesloten, toestemde om bisschoppen te benoemen voor de vacante zetels, werd Delplancq door de pauselijke nuntius voorgesteld als bisschop voor het bisdom Luik. Vermits koning Willem evenwel vreesde dat de bescheiden en gemoedelijke Delplancq te veel onder invloed zou komen van de Luikse vicaris-generaal Jean-Arnold Barrett, bedong hij de aanstelling van Delplancq in een ander bisdom. Dientengevolge werd Delplancq op 18 mei 1829 aangesteld als 89ste bisschop van Doornik. De wijding, waarbij de bisschop van Namen Nicolas-Alexis Ondernard voorging, vond plaats in Namen op 25 oktober 1829.
Gedurende de weken volgend op zijn consecratie had Delplancq een zeer drukke agenda: onmiddellijk na zijn wijding begaf hij zich naar Den Haag om er de eed van trouw aan de koning af te leggen. Nadien spoedde hij zich naar de Arteveldestad teneinde er op 8 november Jan Frans Van De Velde in de Sint-Baafskathedraal te wijden als bisschop van Gent.
Tijdens zijn kortstondig episcopaat stichtte Delplancq in 1830 het Groot Seminarie van Doornik en het Klein Seminarie van de abdij van Bonne-Espérance.

#### Koninkrijk België
Na de Belgische omwenteling vond in Brussel, op 21 juli 1831, de eedaflegging van koning Leopold I plaats. Daags nadien, op 22 juli, leidde Delplancq het eerste Te Deum opgedragen op het grondgebied van de pas opgerichte Belgische staat. Deze ceremonie gebeurde in de kathedraal van Sint-Michiel en Sint-Goedele in aanwezigheid van de nieuwe koning. Achteraan in de Sint-Gérykerk in Thieu herinneren een aantal afbeeldingen aan die plechtigheid.
Nog steeds in 1831 stichtte Delplancq in Doornik een onderwijsinrichting van de Broeders der Christelijke scholen. Hetzelfde deed hij in 1832 voor de stad Péruwelz.
Op 8 april 1832 wijdde hij Engelbertus Sterckx voor de functie van aartsbisschop van Mechelen, en in 1833 stichtte hij nogmaals een onderwijsinstituut van de Broeders der Christelijke scholen, ditmaal in Bergen.
Ten slotte was Delplancq in 1834, kort voor zijn overlijden, medestichter van de huidige Katholieke Universiteit van Leuven. Hij tekende, samen met de Belgische bisschoppen, de in februari en juli 1834 gepubliceerde omzendbrieven aangaande de inrichting van de cursussen, evenals de oprichtingsakte van 10 juni 1834.

### Overlijden
Delplancq overleed in Doornik op 27 juli 1834. De uitvaartplechtigheid vond plaats in de kathedraal van Doornik op 2 augustus 1834.

## Trivia
- Bisschop Delplancq had als devies Deus mihi adjutor (God is mijn helper).
- In 1934, honderd jaar na het overlijden van Mgr. Delplancq, werd in Delplancq's geboortedorp Thieu de Kapel van OLV van Goede Bijstand[vertaling 2] gebouwd. Ze werd op 6 oktober 1935 gewijd en aan Mgr. Delplancq opgedragen.

- Nederlandse Thesaurus van Auteursnamen: 376797150
- Virtual International Authority File: 311815997
- WorldCat: E39PBJhdfqgkhB3rPRpG6QQrMP